# Estação El-Mezallat
El-Mezallat (em árabe: المظلات)  é uma das estações linha 2 do metro do Cairo, no Egipto.

## Toponímia
Mohamed Ali Pasha foi o responsável pela pavimentação da estrada que liga o Cairo a região de Shobra, a via hoje é conhecida como Rua Shobra. Grandes árvores foram plantadas na beira da estrada criando sombra (Mazalat), daí o nome da estação.

### Construção
A estação subterrânea que atende a linha 2 tem 10755  m2 de área construída.

## Poluição sonora
A estação apresentou um nível de ruído fora dos padrões e inadequado, segundo medições feitas no piso inferior que apontaram valores superiores a 100 decibéis.